# Třída Ikazuči
Třída Ikazuči byla lodní třída fregat Japonských námořních sil sebeobrany. Skládala se ze dvou jednotek, sloužících v letech 1956–1977. Japonsko plavidla tradičně klasifikovalo jako eskortní torpédoborce, čemuž odpovídala trupová čísla s kódem DE (Destroyer Escort).

## Stavba
Celkem byly v letech 1954–1956 postaveny dvě jednotky této třídy. Objednány byly v rámci programu z roku 1953.
Jednotky třídy Ikazuči:
| Jméno            | Založení kýlu     | Spuštěna      | Vstup do služby | Status                   |
| ---------------- | ----------------- | ------------- | --------------- | ------------------------ |
| Ikazuči (DE-202) | 18. prosince 1954 | 6. září 1955  | 29. května 1956 | vyřazena 31. března 1976 |
| Inazuma (DE-203) | 25. prosince 1954 | 4. srpna 1955 | 1. dubna 1956   | vyřazena 15. března 1976 |

## Konstrukce

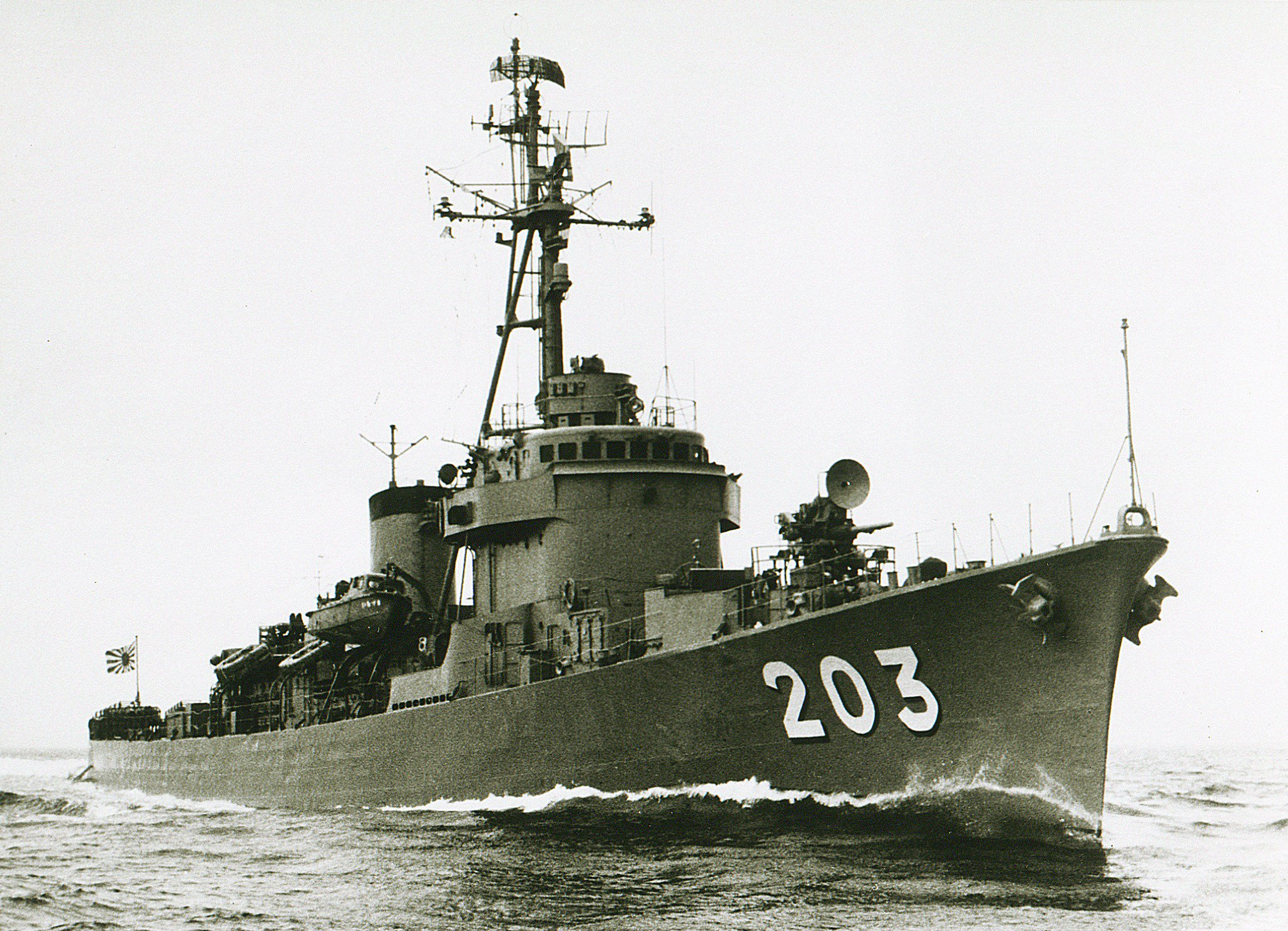
Inazuma (DE-203)

Fregaty byly vyzbrojeny dvěma 76,2mm kanóny a čtyřmi 40mm kanóny. Protiponorkovou výzbroj tvořil jeden salvový vrhač hlubinných pum Hedgehog, dále osm klasických vrhačů a jedna skluzavka hlubinných pum. Elektroniku tvořily radary SPS-6 a SPS-10. Pohonný systém tvořily dva diesely o výkonu 12 000 bhp. Nejvyšší rychlost dosahovala 25 uzlů. Dosah byl 5500 námořních mil při rychlosti 15 uzlů.

### Modernizace
V roce 1959 byla změněna výzbroj plavidel, kterou nadále tvořily dva 76,2mm kanóny modernější verze, dva 40mm kanóny, salvový vrhač Hedgehog a čtyři vrhače hlubinných pum.